# Wilhelm von Lans
Wilhelm Andreas Jacob Emil von Lans (Gut Loosen, 5. ožujka 1861. -  Berlin, 21. ožujka 1947.) je bio njemački admiral i vojni zapovjednik. Tijekom Prvog svjetskog rata zapovijedao je 1. eskadrom bojnih brodova Flote otvorenog mora.

## Vojna karijera
Wilhelm von Lans rođen je 5. ožujka 1861. u Gut Loosenu kao treće od osmero djece Herberta i Berthe Lans. U mornaricu je kao kadet stupio 1878. godine nakon čega je služio na raznim brodovima u Južnoj Americi i Africi. Od 1894. služi na linijskom brodu SMS Kurfürst Friedrich Wilhelm, nakon čega do 1898. služi u stožeru mornarice. U veljači 1899. kao zapovjednik topovnjače SMS Iltis upućen je u Kinu gdje tijekom Bokserskog ustanka sudjeluje u Bitci kod tvrđava Taku. U navedenoj bitci Lans je teško ranjen, te je za hrabrost od strane cara 25. lipnja 1900. odlikovan ordenom Pour le Mérite.
Nakon oporavka Lans se 1901. vraća u Njemačku gdje ponovno služi u stožeru mornarice, nakon čega je 1904. unaprijeđen u čin kapetana kada postaje i zapovjednikom bojnog broda SMS Kaiser Wilhelm II. Godine 1906. promaknut je u kontraadmirala, dok 1909. postaje inspektorom torpednog sustava njemačke mornarice na kojem mjestu se zalagao za veću izgradnju torpednih čamaca. Godine 1912. unaprijeđen je u čin viceadmirala, te postaje zapovjednikom 1. eskadre bojnih brodova Flote otvorenog mora na kojem mjestu dočekuje i početak Prvog svjetskog rata.

## Prvi svjetski rat
Dužnost zapovjednika 1. eskadre bojnih brodova Flote otvorenog mora Lans je obavljao do veljače 1915. kada je bio prisiljen odstupiti s te dužnosti. Tada je naime, Lansov stožerni časnik s njegovim odobrenjem sastavio memorandum u kojem je kritizirao pomorsku strategiju ministra mornarice Alfreda von Tirpitza nakon čega je na Tirpitzov pritisak Lans prisiljen odstupiti s mjesta zapovjednika eskadre bojnih brodova. Nakon odstupanja Lans je do rujna 1915. obavljao dužnost zapovjednika Sjevernomorskog pomorskog područja nakon čega se umirovio djelomično i zbog zdravstvenih problema uzrokovanih zadobivenim ranama u borbama u Kini. Prije nego što je umirovljen, Lans je promaknut u čin admirala.

## Poslije rata
Nakon završetka rata Lans je nastavio živjeti u Berlinu. Tijekom Drugog svjetskog rata Lansov stan u Berlinu uništen je u savezničkom bombardiranju tako da je Lans sa suprugom Annom s kojom se nalazio u braku od 1903. bio prisiljen se preseliti u Adamsdorf. 
Wilhelm von Lans preminuo je 21. ožujka 1947. godine u 86. godini života u Berlinu. Pokopan je na protestantskom groblju u Hamminkelnu.    

## Vanjske poveznice
(njem.) Wilhelm von Lans na stranici Deutsche-schutzgebiete.de  Arhivirana inačica izvorne stranice od 15. lipnja 2012. (Wayback Machine)

(njem.) Wilhelm von Lans na stranici Sps-Hamminkeln.de